# 埃拉格
埃拉格（法語：Eyragues，法語發音：[ɛʁaɡ]）是法国罗讷河口省的一个市镇，属于阿尔勒区。

## 地理
埃拉格（43°50'28"N, 4°50'28"E）面积20.78 平方千米，位于法国普罗旺斯-阿尔卑斯-蓝色海岸大区罗讷河口省，该省份为法国东南部沿海省份，北起沃克吕兹省，西接加尔省，南濒地中海，东临瓦尔省。
与埃拉格接壤的市镇（或旧市镇、城区）包括：沙托勒纳尔、格拉沃松、马亚讷、诺沃、普罗旺斯地区圣雷米。

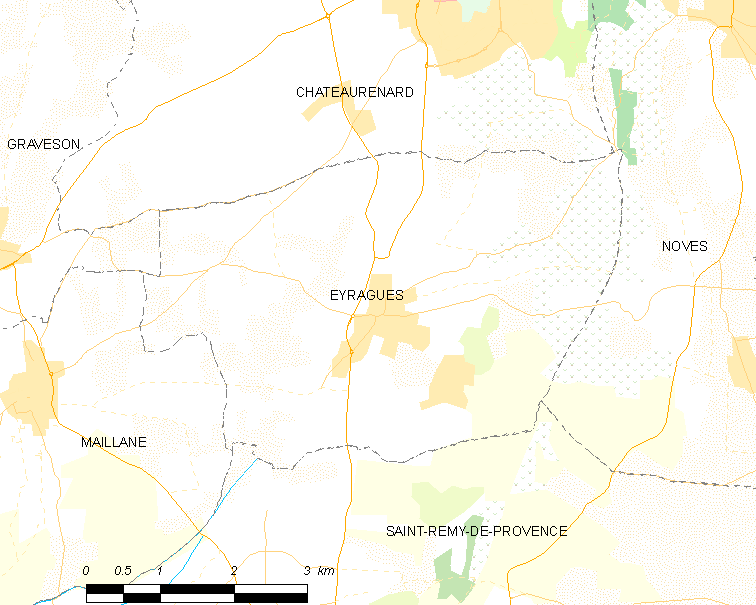
埃拉格的OSM定位图

埃拉格的时区为UTC+01:00、UTC+02:00（夏令时）。

## 行政
埃拉格的邮政编码为13630，INSEE市镇编码为13036。

## 政治
埃拉格所属的省级选区为沙托勒纳尔县。

## 人口

1962-2008年间埃拉格人口变化图示

埃拉格于2022年1月1日时的人口数量为4289人。